# Bothriothorax
Bothriothorax är ett släkte av steklar som beskrevs av Julius Theodor Christian Ratzeburg 1844. Bothriothorax ingår i familjen sköldlussteklar.

## Dottertaxa tillBothriothorax, i alfabetisk ordning[1][2]
- Bothriothorax altensteinii
- Bothriothorax aralius
- Bothriothorax arceanus
- Bothriothorax californicus
- Bothriothorax callosus
- Bothriothorax claridgei
- Bothriothorax clavicornis
- Bothriothorax cyaneus
- Bothriothorax faridi
- Bothriothorax flaviscapus
- Bothriothorax icelos
- Bothriothorax igneus
- Bothriothorax intermedius
- Bothriothorax kasparyani
- Bothriothorax kazirangaensis
- Bothriothorax koponeni
- Bothriothorax macroglenes
- Bothriothorax mayri
- Bothriothorax nigricornis
- Bothriothorax nigripes
- Bothriothorax noveboracensis
- Bothriothorax paradoxus
- Bothriothorax peculiaris
- Bothriothorax phineus
- Bothriothorax proximus
- Bothriothorax rotundiformis
- Bothriothorax serratellus
- Bothriothorax trichops
- Bothriothorax trjapitzini
- Bothriothorax wichmani
- Bothriothorax virginiensis